# Цумпт, Карл Готтлоб
Карл Готтлоб Цумпт (1 апреля 1792 года, Берлин — 25 июня 1849 года, Карловы Вары) — германский филолог-классик-латинист и историк, профессор. Дядя филолога Августа Вильгельма Цумпта.

## Биография
Высшее образование получил в университетах Гейдельберга и Берлина. 
В 1812-1821 годах Карл Готтлоб Цумпт был утверждён профессором во Фридрихвердерской гимназии в Берлине, преподавал древние языки. В 1825 году перешёл профессором в Иоахимштальскую гимназию в этом же городе, с 1826 года параллельно преподавал историю в Берлинской военной академии. В 1826 году отказался от профессорской должности в университете Киля. В 1827 году был назначен экстраординарным профессором классической филологии Берлинского университета. В 1836 году стал ординарным профессором в этом учебном заведении, годом ранее, в 1835 году, стал постоянным членом Прусской академии наук.
Издал латинскую грамматику (1-е издание вышло в 1818 году, последнее — в 1865 году), которая была положительно оценена современниками и вскоре стала широко известна не только во всей Германии, но и за границей (русский перевод Д. П. Попова вышел в 1835 году). Большой известностью пользовался также учебник Цумпта по древней истории, изложенный в виде хронологических таблиц («Annales veterum regnorum et populorum, imprimis Romanorum», 1-е издание вышло в 1819 году). 
В университете Карл Готтлоб Цумпт читал преимущественно лекции по римским древностям и написал по этой тематике много статей, главным образом в «Записках Берлинской Академии» (например, о голосовании в центуриатских комициях, 1837; о суде центумвиров в Риме, 1838; о римских всадниках, 1840; о населённости и приросте населения в древности, 1841; о суде за взятки, 1845—1847). 
Другие известные статьи Цумпта: об устройстве римского дома (Берлин, 1844), о римской религии (Берлин, 1845), о личной свободе римского гражданина и её законных гарантиях (Дармштадт, 1846). К области греческих древностей относится всего одна работа Цумпта — о философских школах в Афинах (1843). Из римских писателей Цумпт занимался преимущественно Квинтом Курцием Руфом (издание его произведений с критическим комментарием, Брауншвейг, 1849) и Цицероном (издание Веррина, Берлин, 1831).
Карл Готтлоб Цумпт умер 25 июня 1849 года в городе Карловы Вары.